# Clive Revill
Pour les articles homonymes, voir Revill.
Clive Revill est un acteur néo-zélandais, né le 18 avril 1930 à Wellington (Nouvelle-Zélande) et mort le 11 mars 2025.

## Biographie
Clive Revill, Clive Selsby Revill de son nom complet, est né à Wellington, sa mère est Eleanor May (née Neel) et Malet Barford Revill. Il a étudié au « Rongotai College ». Il débute au théâtre en 1950. Il déménage à Londres en 1950, puis s'installe à Broadway en 1952.

## Filmographie

### Cinéma
- 1956 : Vainqueur du ciel : RAF batman who helps Bader with his new legs
- 1958 : De la bouche du cheval (The Horse's Mouth) : Art student
- 1959 : The Headless Ghost : The Ghost of the Fourth Earl of Ambrose
- 1965 : Once Upon a Tractor
- 1965 : Bunny Lake a disparu (Bunny Lake Is Missing) : sergent Andrews
- 1966 : Modesty Blaise de Joseph Losey : McWhirter/le cheikh Abu Tahir
- 1966 : L'Homme à la tête fêlée (A Fine Madness) d'Irvin Kershner : Dr Menken
- 1966 : Le Gentleman de Londres (Kaleidoscope) : inspecteur McGinnis
- 1967 : La Griffe (The Double Man) : Frank Wheatley
- 1967 : Une fille nommée Fathom (Fathom), de Leslie H. Martinson : Sergi Serapkin
- 1968 : Les Russes ne boiront pas de Coca Cola! (Italian Secret Service) : Charles Harrison
- 1968 : Mandat d'arrêt (Nobody Runs Forever) : Joseph
- 1968 : Les Souliers de Saint-Pierre (The Shoes of the Fisherman) : Vucovich
- 1969 : Assassinats en tous genres (The Assassination Bureau) : Cesare Spado
- 1970 : The Buttercup Chain : George
- 1970 : La Vie privée de Sherlock Holmes (The Private Life of Sherlock Holmes) : Nikolai Rogozhin
- 1970 : A Severed Head : Alexander Lynch-Gibbon
- 1971 : Boulevard du rhum : Lord Hammond
- 1972 : Escape to the Sun : The Drunkard
- 1972 : Avanti! : Carlo Carlucci
- 1973 : Ghost in the Noonday Sun : Bay of Algiers
- 1973 : La Maison des damnés (The Legend of Hell House) : Mr. (Lionel) Barrett
- 1974 : Contre une poignée de diamants (The Black Windmill) : Alf Chestermann
- 1974 : Le Petit Prince (The Little Prince) : l'homme d'affaires
- 1975 : Galileo : Ballad Singer
- 1975 : Objectif Lotus (One of Our Dinosaurs Is Missing) de Robert Stevenson : Quon
- 1978 : Matilda : Billy Baker
- 1980 : L'Empire contre-attaque (Star Wars: Episode V - The Empire Strikes Back) : Voice of Emperor (voix)
- 1981 : La Grande Zorro (Zorro, the Gay Blade) : Garcia
- 1986 : La Guerre des robots (The Transformers: The Movie) de Nelson Shin : Kickback (voix)
- 1987 : The Emperor's New Clothes : Prime Minister
- 1987 : Rumpelstiltskin : King Mezzer
- 1988 : The Frog Prince : King William
- 1989 : C.H.U.D. 2 : Dr Kellaway
- 1990 : Mack the Knife : Money Matthew
- 1991 : L'Âge de vivre (Let Him Have It) : Peirrepoint
- 1992 : Batman : the Animated Series (TV) : Alfred Pennyworth
- 1993 : The Princess and the Cobbler : King Nod (re-edited versions) (voix)
- 1993 : Sacré Robin des Bois (Robin Hood: Men in Tights) : Fire Marshal
- 1995 : The Wacky Adventures of Dr. Boris and Nurse Shirley : Morgenfeller
- 1995 : Delta of Venus : Radio Announcer
- 1995 : Dracula, mort et heureux de l'être (Dracula: Dead and Loving It) : Sykes
- 1998 : Possums (en) : London
- 2000 : Intrepid : Rupert Masters
- 2002 : Peter Pan dans Retour au pays imaginaire (Return to Never Land) : Additional Voice (voix)
- 2002 : Crime and Punishment : Zamyotov
- 2004 : Mickey, il était deux fois Noël (vidéo) : narrateur (voix)
- 2016 : La Reine d'Espagne (La Reina de España) de Fernando Trueba : John Scott

### Télévision
- 1956 : The Makepeace Story (série télévisée)
- 1966 : Chicken Soup with Barley (TV)
- 1969 : Bam! Pow! Zapp! (TV) : Walter Trapnell
- 1974 : Les Amis de Chico ("The Boy with Two Heads") (série télévisée) : Chico (voix)
- 1976 : Chapeau melon et bottes de cuir (TV) : Mark Crayford Saison 2 , épisode 1 : Méfiez-vous des morts
- 1976 : Pinocchio de Ron Field et Sid Smith (téléfilm) : Coachman
- 1976 : The Great Houdini (TV) : Dundas Slater
- 1977 : Winner Take All (TV)
- 1978 : Columbo : Des sourires et des armes (The Conspirators) (série télévisée) : Joe Devlin
- 1978 : Colorado (Centennial) (feuilleton TV) : Finlay Perkin
- 1979 : She's Dressed to Kill (TV) : Victor De Salle
- 1979 : Charlie Muffin (TV) : Berenkov
- 1980 : Cher Inspecteur (série TV, épisode 4) : L'Ocelot
- 1980 : L'Empire contre-attaque (l'empereur Palpatine, apparition)
- 1980 : The Scarlett O'Hara War (TV) : Charlie Chaplin
- 1980 : Le Journal d'Anne Frank (The Diary of Anne Frank) (téléfilm) : Dr. Dussel
- 1981 : Death Ray 2000 (TV) : Erik Clawson
- 1981 : The Monkey Mission (TV) : Teabag
- 1982 : The Sorcerer (TV) : John Wellington Wells
- 1982 : The Mikado (TV) : Ko-Ko
- 1983 : Wizards and Warriors (série TV) : Wizard Vector
- 1984 : Dragon's Lair (série TV) : Storyteller (voix)
- 1984 : The Hoboken Chicken Emergency (TV)
- 1984 : Samson et Dalila (TV) : Raul
- 1984 : George Washington (en) (feuilleton télévisé) : Lord Loudoun
- 1984 : Les Snorky ("The Snorks") (série TV) : Galeo (voix)
- 1984 : Transformers (série TV) : Kickback (voix)
- 1985 : Arabesque (série TV) : Jonathan Hawley
- 1986 : A Masterpiece of Murder (TV) : Vincent Faunce
- 1987 : MacGyver (saison 2, épisode 21 "MacGyver mort ou vif") : Tony Braddock
- 1987 : Alice Through the Looking Glass (TV) : The Snark / The Goat (voix)
- 1987 : Mighty Mouse, the New Adventures (série TV) : Additional Voices
- 1988 : Arabesque (série TV) : Bert Davies
- 1988 : Probe (série TV) : Graham McKinley (episodes 4 & 5)
- 1989 : Jake Spanner, Private Eye (TV)
- 1993 : Le Loup des mers (The Sea Wolf) (TV) : Thomas C. 'Cookie' Mugridge
- 1994 : Dans l'œil de l'espion (série TV) : Trevor Dial
- 1995 : The Preston Episodes (en) (série TV) : Dunhill
- 2001 : Feast of All Saints (TV) : Notary Jacquemine
- 2005 : The Closer : L.A. enquêtes prioritaires (série TV) : Albert Turner (Saison 1 épisode 10)
- 2008 : Périls sur la terre (Polar Opposites) de Fred Olen Ray (TV) : Leo